# Grand Prix Nobili Rubinetterie
Le Grand Prix Nobili Rubinetterie (en italien : Gran Premio Nobili Rubinetterie) est une course cycliste italienne disputée à Arona, dans la province de Novare (Piémont). Créé en 1997, les quatre premières éditions sont des critériums. Depuis 2005, il fait partie de l'UCI Europe Tour en catégorie 1.1. En 2010, il est scindé en deux courses : la Coppa Papà Carlo et la Coppa Città di Stresa. En 2012, le Grand Prix Nobili Rubinetterie revient à son format initial puisqu'il n'y a qu'une seule course. L'édition 2016 est annulée faute de moyens.
Il doit son nom à la société de robinetterie Carlo Nobili Rubinetterie S.p.A.

## Palmarès

### Grand Prix Nobili Rubinetterie
| Année | Vainqueur            | Deuxième            | Troisième             |
| ----- | -------------------- | ------------------- | --------------------- |
| 1997  | Dario Andriotto      |                     |                       |
| 1999  | Salvatore Commesso   |                     |                       |
| 2000  | Stefano Garzelli     |                     |                       |
| 2001  | Vladimir Smirnov     |                     |                       |
| 2002  | Andrus Aug           | Ivan Quaranta       | Daniele Bennati       |
| 2003  | Andrea Ferrigato     | Joseba Albizu       | Massimiliano Mori     |
| 2004  | Damiano Cunego       | Alexandr Kolobnev   | Paolo Valoti          |
| 2005  | Damiano Cunego       | Ruslan Pidgornyy    | Félix Cárdenas        |
| 2006  | Paolo Longo Borghini | Luis Felipe Laverde | Ruslan Pidgornyy      |
| 2007  | Luis Felipe Laverde  | Félix Cárdenas      | Christian Pfannberger |
| 2008  | Giampaolo Cheula     | Gabriele Bosisio    | Bruno Rizzi           |
| 2009  | Grega Bole           | Fortunato Baliani   | Andriy Grivko         |

### Coppa Papà Carlo
| Année | Vainqueur          | Deuxième           | Troisième        |
| ----- | ------------------ | ------------------ | ---------------- |
| 2010  | Gianluca Brambilla | Francesco Bellotti | Matteo Montaguti |
| 2011  | Simone Ponzi       | Luca Mazzanti      | Davide Rebellin  |

### Coppa Città di Stresa
| Année | Vainqueur      | Deuxième          | Troisième            |
| ----- | -------------- | ----------------- | -------------------- |
| 2010  | Oscar Gatto    | Murilo Fischer    | Tiziano Dall'Antonia |
| 2011  | Elia Viviani   | Danilo Napolitano | Bernardo Riccio      |
| 2012  | Danilo Di Luca | Robert Vrečer     | Tomaž Nose           |

### Grand Prix Nobili Rubinetterie - Coppa Papà Carlo - Coppa Città di Stresa
| Année | Vainqueur       | Deuxième               | Troisième         |
| ----- | --------------- | ---------------------- | ----------------- |
| 2013  | Bob Jungels     | Daniele Bennati        | Simone Ponzi      |
| 2014  | Simone Ponzi    | Christian Delle Stelle | Francisco Ventoso |
| 2015  | Giacomo Nizzolo | Simone Ponzi           | Marco Haller      |